# 达雷尔·莫雷
达雷尔·莫雷（1972年9月14日—），美国体育行政主管，曾为美國國家籃球協會休斯敦火箭隊總經理，目前擔任費城76人籃球營運總裁，他是分析方法的強力支持者，創造了“真實投籃命中率”統計數據，並共同創立了年度麻省理工學院斯隆體育分析會議。莫雷的籃球理念，依賴大量分析，有利於中距離跳投的三分球。

## 生平
莫雷毕业于俄亥俄州梅迪纳高地中学。1996年，他获得了西北大学计算机科学学士学位。后来，他获得了麻省理工斯隆管理學院MBA学位。

## 争议

### Twitter言论
美国时间2019年10月4日晚，莫雷在其个人Twitter上发布了一则支持香港反修例示威运动的推文，内容为“为自由而战，和香港在一起（Fight for freedom, Stand with Hong Kong）”。此举引发一些中国大陆网民的不满。不久后莫雷的Twitter中删除了这条推文，包括旁边的一条批评美国总统特朗普的其他推文均被保留。针对莫雷的言论，火箭队老板菲尔蒂塔发布推特表示“莫雷不能代表休斯顿火箭队”，其后又在Twitter发文称“莫雷是一个好经理，球队与政治无关”。一些中国大陆网民对此善后行为不能认可，留言表示强烈要求火箭队正式道歉。其后NBA发表声明，称“我们认识到，达雷尔·莫雷的观点深深地触犯了我们在中国的许多朋友和粉丝，这令人遗憾（regrettable；或译‘后悔’）”，并指出莫雷的言论只代表他个人的观点，不代表火箭队。声明同时指出“我们对中国的历史和文化充满敬意，并希望这项运动和NBA能够作为一股团结的力量去连接文化差异以及让人们团结在一起”。
2020年11月1日，莫雷從火箭隊離職。莫雷表示，為了陪伴家人而選擇自願辭職。央视則表示，任何企图伤害中国人民的感情的言行都要付出代价。希望莫雷先生一路走好。
2020年11月2日，莫雷和費城76人隊簽下五年均薪超過1000萬美金的合約，成為籃球事務總裁。
莫雷在接受美國娛樂與體育電視台（ESPN）採訪時指出，事件爆發後曾擔心家人安危，也一度認為自己的NBA生涯就此結束，但他並不後悔支持香港示威者的決定。

## 外部連結
- 达雷尔·莫雷的X（前Twitter）
- 达雷尔·莫雷的Instagram帳戶